# Landgericht Hagen

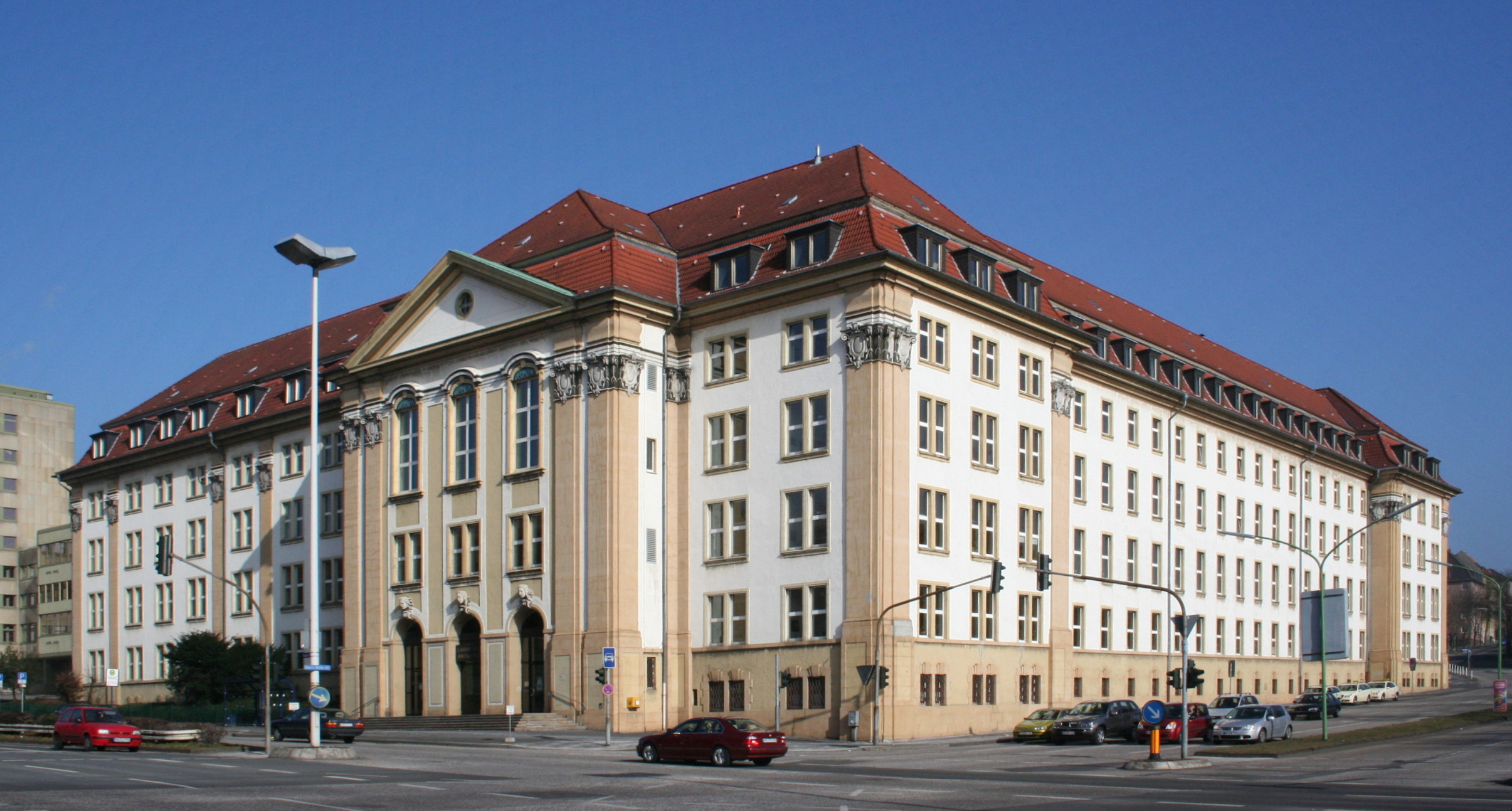
Gerichtsgebäude

Das Landgericht Hagen ist ein Gericht der ordentlichen Gerichtsbarkeit und eines von zehn Landgerichten im Bezirk des Oberlandesgerichts Hamm.

## Gerichtssitz und -bezirk
Sitz des Gerichts ist Hagen in Nordrhein-Westfalen. Der Gerichtsbezirk umfasst neben der kreisfreien Stadt Hagen und der Stadt Schwerte (Kreis Unna) den größten Teil des Märkischen Kreises sowie Teile des Ennepe-Ruhr-Kreises.
Zum Bezirk gehört mit dem Amtsgericht Hagen das Zentrale Mahngericht für die Oberlandesgerichtsbezirke Hamm und Düsseldorf.

## Gebäude

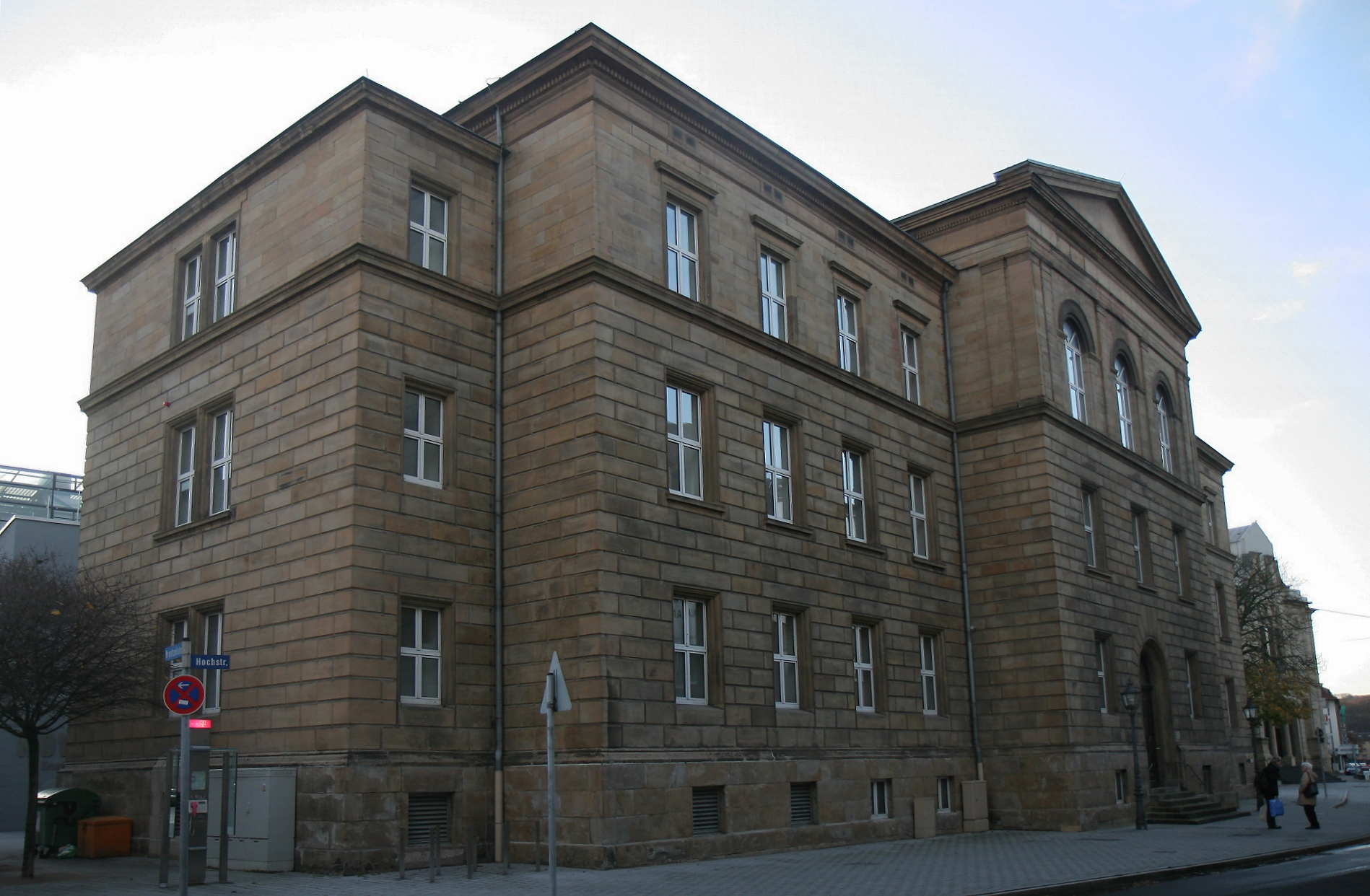
Gebäude des ehemaligen Kreisgerichts, Hochstraße 71

Das zuvor in einem Mietshaus untergebrachte Gericht zog 1832 mit in das neu erbaute Rathaus. 1866 erfolgte der Umzug in den Neubau des Kreisgerichtsgebäudes, Hochstraße 71. 1925 wurde das heute unter Denkmalschutz stehende Gerichtsgebäude Heinitzstraße 42 bezogen.

## Geschichte
Das Landgericht Hagen wurde 1753 aus den Amtsgerichten Hagen und Wetter gebildet. Es bestand aus einem Landrichter und zwei Landgerichtsassessoren und wurde nur erstinstanzlich tätig. In der Zeit von 1854 bis 1879 war das Landgericht Kreisgericht mit einem Direktor, zehn Richtern und drei Assessoren. Nach 1945 wurde das Landgericht Hagen als erstes Landgericht im Oberlandesgerichtsbezirk Hamm neu errichtet. Zum 31. März 2019 waren bei ihm neun Strafkammern, eine Strafvollstreckungskammer, zehn allgemeine Zivilkammern und zwei Kammern für Handelssachen gebildet.

### Landesarbeitsgericht Hagen
Gemäß Arbeitsgerichtsgesetz vom 23. Dezember 1926 wurden in Deutschland Arbeitsgerichte gebildet. Diese waren nur in der ersten Instanz unabhängig, die Landesarbeitsgerichte waren den Landgerichten zugeordnet. Am Landgericht Hagen entstand so 1927 das Landesarbeitsgericht Hagen als eines von fünf Landesarbeitsgerichten im Bezirk des Oberlandesgerichtes Hamm. Dem Landesarbeitsgericht Hagen waren folgende Arbeitsgerichte zugeteilt: Arbeitsgericht Altena, Arbeitsgericht Altenkirchen, Arbeitsgericht Arnsberg, Arbeitsgericht Dillenburg, Arbeitsgericht Hagen, Arbeitsgericht Iserlohn und Arbeitsgericht Siegen.
Nach der Besetzung Deutschlands durch die Alliierten wurden 1945 zunächst alle Gerichte geschlossen. Die ordentlichen Gerichte wurden schon bald wieder eröffnet, während die Arbeitsgerichte zunächst nicht wieder eingerichtet wurden, so dass arbeitsgerichtliche Streitigkeiten von den ordentlichen Gerichten erledigt werden mussten. Gemäß Kontrollratsgesetz 21 sollten in Deutschland Arbeitsgerichte aufgebaut werden. Anstelle der früheren Landesarbeitsgerichte wurde nur noch ein Landesarbeitsgericht Düsseldorf für das Rheinland und das Landesarbeitsgericht Hamm für Westfalen gebildet, ein Landesarbeitsgericht Hagen entstand nicht neu.

## Über- und nachgeordnete Gerichte
Dem Landgericht Hagen ist das Oberlandesgericht Hamm übergeordnet. Nachgeordnet sind die Amtsgerichte Altena, Hagen, Iserlohn, Lüdenscheid, Meinerzhagen, Plettenberg, Schwelm, Schwerte und Wetter (Ruhr).

## Leitung
Präsident des Landgerichts Hagen ist Detlef Heinrich. Sein Vorgänger war Dieter Coburger, der am 14. Juni 2023 vom Minister der Justiz NRW Benjamin Limpach zum Präsidenten des Landgerichts Bochum ernannt wurde. Die zwischenzeitlich kommissarische Leiterin, Vizepräsidentin  Dr. Annedore Flüchter, ist zur Vizepräsidentin des Oberlandesgerichts Hamm ernannt worden. Ihr Nachfolger als Vizepräsident des Landgerichts Hagen ist Martin Brandt.